# Чернослободское сельское поселение
Чернослобо́дское се́льское поселе́ние — муниципальное образование в Шацком районе Рязанской области Российской Федерации.
Административный центр — село Чёрная Слобода.

## Географическое положение
Чернослободское сельское поселение расположено в центре Шацкого района Рязанской области. Границы сельского поселения определяются законом Рязанской области от 8.10.2008 № 117-ОЗ.

## Климат и природные ресурсы
Климат Чернослободского сельского поселения умеренно континентальный, с тёплым летом и умеренно-холодной зимой. В течение года осадки распределяются неравномерно.
Основные реки — Шача и Ржавец.
Территория поселения расположена в лесостепной зоне. Почвы преимущественно чернозёмы выщелоченные среднегумусные среднемощные.

## История
Поселение утверждено 14 апреля 2009 года, советом депутатов муниципального образования Чернослободское сельское поселение, в связи с законом «О наделении муниципального образования — Шацкий район статусом муниципального района», принятым Рязанской областной Думой 22 сентября 2004 года.

## Население
| 2010  | 2011  | 2012  | 2013  | 2014  | 2015  | 2016  | 2017  | 2018  |
| ----- | ----- | ----- | ----- | ----- | ----- | ----- | ----- | ----- |
| 2655  | →2655 | ↘2624 | ↘2581 | ↘2550 | ↘2521 | ↘2476 | ↘2426 | ↘2369 |
| 2019  | 2020  | 2021  |       |       |       |       |       |       |
| ↘2308 | ↘2298 | ↘2242 |       |       |       |       |       |       |

## Состав сельского поселения
| № | Населённый пункт | Тип населённого пункта       | Население |
| - | ---------------- | ---------------------------- | --------- |
| 1 | Ранние Всходы    | посёлок                      | ↗17       |
| 2 | Чёрная Слобода   | село, административный центр | ↗2777     |

## Местное самоуправление
Главы сельского поселения
- c 1 марта 2009 года — Сергей Петрович Калинин[15]
- до 2023 года — Василий Васильевич Нечушкин
- с 2023 года — Оксана Валерьевна Стельмах

## Экономика
По данным на 2015/2016 г. на территории Чернослободского сельского поселения Шацкого района Рязанской области расположены:
1. Колхоз «Вперёд», агропромышленное предприятие;
2. ООО «Вперёд», агропромышленное предприятие.

Реализацию товаров и услуг осуществляют несколько магазинов, кафе.

## Социальная инфраструктура
На территории Чернослободского сельского поселения действуют: отделение почтовой связи, Чернослободская основная общеобразовательная школа, детский сад, Дом культуры и библиотека.

## Транспорт
Основные грузо- и пассажироперевозки осуществляются автомобильным транспортом. Через территорию сельского поселения проходят автомобильная дорога федерального значения М-5 «Урал»: Москва — Рязань — Пенза — Самара — Уфа — Челябинск; и автомобильная дорога межрегионального значения А-143 «Шацк — Тамбов».